# Metropolitana di Siviglia
La metropolitana di Siviglia (spagnolo: Metro de Sevilla) è un sistema di metrotranvia attivo nella città di Siviglia e la sua area metropolitana. Si compone di una linea operativa, inaugurata il 2 aprile 2009, che conta complessivamente 21 stazioni distribuite in quattro aree comunali dell'area metropolitana e di una seconda, Linea 3, i cui lavori di costruzione sono iniziati nel 2023, il cui completamento è previsto entro l'anno 2030. La metro di Siviglia opera su ferrovia e il sistema automatico è integrato dalla presenza di un conducente che dà il consenso alle partenze.
Il materiale rotabile della Metropolitana di Siviglia è composto da una flotta di 21 CAF Urbos 2, lunghi 31 metri e che possono ospitare fino a 202 passeggeri (145 in piedi e 57 seduti), sebbene consentano l'aggancio di moduli aggiuntivi per aumentarne la capacità. La velocità massima di circolazione è di 70 km/h.
La rete metropolitana di Siviglia è stata la sesta ad essere inaugurata in Spagna, dopo quelle di Madrid, Barcellona, Valencia, Bilbao e Palma di Maiorca. È uno dei tre sistemi metropolitani esistenti in Andalusia, insieme alla Metropolitana di Malaga e alla Metropolitana di Granada.

## Storia
Nel 1999 un secondo progetto della metropolitana è stato avviato dalla Società della Metropolitana di Siviglia (spagnolo: Sociedad del Metro de Sevilla), fondata dall'ex sindaco di Siviglia Alejandro Rojas Marcos. La fine dei lavori era originariamente programmata per il 2006, ma l'apertura della prima rete è in realtà avvenuta solo nell'aprile 2009.
Il nuovo progetto di metropolitana prevede una rete che copra Siviglia e la sua area metropolitana (1 500 000 abitanti), formata da quattro linee, di cui una realizzata ed in esercizio.

## Orari
L'erogazione del servizio in metropolitana ha orari regolari e altri speciali, adattati a circostanze specifiche in base alle esigenze della città in un determinato momento (come la Feria de Abril). Oltre a queste date specifiche, sono previsti orari speciali anche per qualsiasi altro tipo di evento non preventivamente previsto in calendario.
| Orari abituali                                                  | Orari abituali | Orari abituali |
| Giorni                                                          | Apertura       | Chiusura       |
| --------------------------------------------------------------- | -------------- | -------------- |
| Dal lunedì al giovedì                                           | 6:30 h         | 23:00 h        |
| Venerdi e vigilia di festivo                                    | 6:30 h         | 2:00 h         |
| Sabato                                                          | 7:30 h         | 2:00 h         |
| Domeniche e festivi                                             | 7:30 h         | 23:00 h        |
| Orario di partenza dell'ultimo treno dalle principali stazioni. |                |                |

## Tariffazione
La tratta è suddivisa in tre zone tariffarie denominate settori ed indicate con un numero progressivo da 0 a 2; i passaggi da una zona tariffaria a quella adiacente sono detti "salti". A ciascun salto corrisponde un incremento della tariffa per il titolo di viaggio.
Le stazioni Blas Infante e Pablo de Olavide sono poste al confine tra le zone tariffarie: in tali stazioni è ammesso l'uso di entrambe le tariffe e non si considera avvenuto il "salto" di zona. Le zone tariffarie sono indicate rispettivamente con i colori rosso (0), verde (1) e giallo (2).

La mappa delle zone tariffarie della metropolitana di Siviglia

### Biglietti
Il sistema di pagamento utilizzato nelle strutture metropolitane è variabile. L’utente può scegliere tre diverse modalità di pagamento (per l’ingresso e per l’uscita dovrà essere utilizzata la stessa modalità):
- Il titolo esclusivo della metropolitana di Siviglia.
- Carta multimodale del Consorzio dei Trasporti di qualsiasi area metropolitana dell'Andalusia.
- Carta bancaria (sistema Tap&Go)[3][4]

| Titoli | Titoli                    | Titoli                    | Titoli                    |
| Modalidad | 0 Salti                   | 1 Salto                   | 2 Salti                   |
| --- | ------------------------- | ------------------------- | ------------------------- |
| Biglietto unico | 1,35 €                    | 1,60 €                    | 1,80 €                    |
| Biglietto di andata e ritorno | 2,70 €                    | 3,20 €                    | 3,60 €                    |
| Bono 1 giorno Viaggi illimitati per un giorno | 4,50 €                    | 4,50 €                    | 4,50 €                    |
| Bonoplus45 45 viaggi in 30 giorni, una persona | 0,66 € (30€) 0,26€ (12€)* | 0,94 € (42€) 0,37€ (17€)* | 1,10 € (50€) 0,44€ (20€)* |
| Bonometro | 0,82 € 0,33 €*            | 1,17 € 0,47 €*            | 1,37 € 0,55 €*            |
| Carta del Consorzio dei Trasporti** | 0,82 € 0,33 €*            | 1,17 € 0,47 €*            | 1,37 € 0,55 €*            |
| *A partire da gennaio 2023 e, provvisoriamente, fino al 31 dicembre 2024, questi prezzi saranno sovvenzionati dalla Junta de Andalucía e dal Governo della Spagna. **Questa opzione di pagamento consente di effettuare trasferimenti tra diversi mezzi di trasporto dell'area metropolitana, scontando il 20% dell'importo totale del mezzo utilizzato nell'arco di 2 ore. |                           |                           |                           |

## La linea
Aperta all'esercizio il 2 aprile 2009, la linea 1 è stata realizzata a partire dal 2003 e si sviluppa in sotterraneo con andamento Ovest-Sud, servendo i comuni di Mairena del Aljarafe, San Juan de Aznalfarache, Siviglia e Dos Hermanas con un percorso totale di 19 km.
| Stazioni |
| Olivar de Quintos - Europa - Montequinto - Condequinto - Pablo de Olavide - Guadaira - Cocheras - La Plata - Amate - 1º de Mayo - Gran Plaza - Nervión - San Bernardo - Prado de San Sebastián - Puerta Jerez - Plaza de Cuba - Parque de los Príncipes - Blas Infante - San Juan Bajo - San Juan Alto - Cavaleri - Ciudad Expo |